# Els Ullastres (cap de Sant Sebastià)
Els Ullastres  són un grup de tres cims submarins a uns 500 m al sud del cap de Sant Sebastià, a la vora de Llafranc. Aquestes muntanyes submarines estan totalment submergides. La part més alta del tercer cim es troba a una profunditat de 8 m. Són un lloc amb molta vida aquàtica, com sargs, escórpores, verades i salpes. També hi ha gorgònies vermelles de gran bellesa, fent que el lloc sigui ideal per la pràctica del submarinisme. Abans eren comuns el nero i el corall roig, però aquests han esdevingut rars a causa de la pesca indiscriminada.
| «                                                 | El senyor Pere Jubert fou molt donat a pescar i a navegar per les costes de Calella. En un gussi de la seva propietat, que tenia un pal i una vela de martell, anava a cap de Planes, a les Formigues, al cap de Sant Sebastià i fins i tot als Ullastres, que són uns rocs que hi ha sobre el cap i que tenen fama de ser molt peixaters. | » |
| — Pla, Josep. Prefaci a les Notes del capvesprol. | |   |